# Araguaína
Araguaína é um município brasileiro do estado do Tocantins, Região Norte do país. Sua população estimada em 2022 era de 171 301 habitantes, sendo o segundo mais populoso do estado, atrás apenas da capital Palmas.
Segundo o historiador araguainense Raylinn Barros da Silva, a partir da criação da unidade federativa do Tocantins com a Constituição de 1988, Araguaína foi a maior cidade do estado durante os seus primeiros anos, tendo sido depois ultrapassada em aspectos populacionais por Palmas, capital planejada que nasceu junto com o novo estado. A sua localização mesopotâmica entre os rios federais Araguaia e Tocantins, a proximidade com os estados do Pará e do Maranhão, o fortalecimento da região econômica do MATOPIBA e os acessos rodoviário e ferroviário tornam a cidade um importante centro regional, que se destaca nos quesitos comercial, educacional, de saúde e de serviços.
Araguaína se localiza a 384 km da capital Palmas, 1.143 km de sua antiga capital Goiânia e a 1.252 km da capital federal Brasília, além de ser próxima a importantes cidades da região, como Imperatriz, a 250 km; Marabá, a 280 km; e Belém, a 842 km. Além da rodovia federal BR-153 (Belém-Brasília), o município também é servido pelo Aeroporto de Araguaína (IATA: AUX, ICAO: SWGN) e, desde 2007, pela Ferrovia Norte-Sul.
Atende a um total de 1,7 milhão de pessoas (2010), incluindo o próprio estado, o sudeste do Pará e o sudoeste do Maranhão. Os limites do município estão completamente inseridos na extensão geográfica do MATOPIBA, importante região de expansão da fronteira agrícola das regiões Norte e Nordeste. Por tal razão, dentre outros motivos, é considerada capital econômica do Tocantins e capital simbólica do MATOPIBA.

## História

### Sociedades indígenas e colonização
O livro "A Transformação Histórica de Araguaína", obra organizada pelos historiadores Raylinn Barros da Silva e Cleube Alves da Silva - coletânea que reúne 15 capítulos de vários pesquisadores que abordam parte da história da cidade - informa que foram os índios carajás foram os habitantes primitivos da vasta região compreendida entre os rios Andorinhas e Lontra, afluentes da margem direita do Rio Araguaia, área que viria a constituir a maior parte do atual município de Araguaína. Os remanescentes dos carajás ainda habitam as margens do Araguaia em reservas indígenas sob a orientação da FUNAI.
A colonização da região tem como marco a chegada de João Batista da Silva e sua família,em 1876, procedentes da Vila de Nossa Senhora do Livramento de Paranaguá, atual município de Parnaguá, no Piauí. A família se instalou à margem direita do Rio Lontra, local que denominaram "Livre-Nos Deus", que expressava o temor do ataque de indígenas e animais selvagens. O desbravador trouxe consigo a esposa, Rosalina de Jesus Batista, e os filhos, dentre os quais, Tomás Batista da Silva, na época aos nove anos de idade, ao qual muitos atribuem, erroneamente, a fundação do município. Poucos meses após a chegada da família, ainda no mesmo ano, outras começaram a chegar e se fixar no mesmo local, o que formou um povoado o qual passaram a chamar de "Povoado Lontra" por localizar-se à margem do rio homônimo.
Os primeiros colonizadores se dedicaram inicialmente ao cultivo de cereais para subsistência. Posteriormente, no início do século XX, passaram a vender os grãos no Povoado Nova Aurora do Coco, atual município de Babaçulândia, a pouco mais de 60 km da região. Tentou-se ainda implantar a cultura do café como atividade predominante do povoado, mas foi abandonada pela dificuldade de escoamento da produção, decorrente da ausência de vias terrestres para transporte.

### Primeira metade do século XX
De acordo com o historiador Raylinn Barros da Silva, o povoado pertenceu inicialmente ao município de São Vicente do Araguaia, atual Araguatins, mas passou posteriormente para o município de Boa Vista do Tocantins, atual Tocantinópolis. Em razão do isolamento causado pela ausência de estradas, o povoado sofreu um longo período de estagnação que durou até o ano de 1925, quando se instalaram na região as famílias de Manuel Barreiro, João Brito, Guilhermino Leal, José Lira e João Batista Carneiro. As famílias recém-chegadas provocaram mudanças no povoado.
A primeira professora nomeada para o povoado foi Josefa Dias da Silva. Em 1936, criou-se o primeiro destacamento policial, cujo primeiro delegado foi o comandante Paulino Pereira. A primeira agência de vendas de passagens de ônibus foi criada em 1963 em uma sala do Hotel São Vicente, na Rua Cônego João Lima, que atendia as primeiras empresas interestaduais, como Expresso Braga, Rápido Marajó e Viação Jussara.
Com a criação do município de Filadélfia, em 1949, o então Povoado Lontra passou a lhe integrar, embora a sua denominação tenha mudado no mesmo ano para "Povoado Araguaína", cuja etnologia provém em homenagem ao Rio Araguaia, que atualmente delimita os municípios de Araguaína e Conceição do Araguaia, no Pará. Com a Lei Municipal nº 86, de 30 de setembro de 1953, o povoado se transformou em um distrito de Filadélfia. A instalação do distrito de Araguaína ocorreu em 1º de janeiro de 1954, quando foi nomeado como subprefeito (primeiro administrador), Cassimiro Ferreira Soares, permanecendo no cargo até janeiro de 1959 quando Araguaína deixou a condição de distrito e passou à condição de município. O município foi instalado oficialmente em 1º de janeiro de 1959, quando foi nomeado como primeiro prefeito, Henrique Ferreira de Oliveira, que governou a cidade até janeiro de 1961, quando assumiu o primeiro prefeito eleito de forma direta, Anatólio Dias Carneiro e seu vice, Raimundo Falcão Coelho.

### Os Orionitas
Para o historiador Raylinn Barros da Silva, as décadas de 1950 e 1960 foram marcadas pela instalação em Araguaína das primeiras igrejas cristãs, com destaque para os católicos e assembleianos no início dos anos 1950 e os batistas e presbiterianos no início da década de 1960. Para o historiador, os missionários orionitas, religiosos pertencentes à congregação católica Pequena Obra da Divina Providência, cujo fundador foi o religioso italiano Luís Orione, chegaram em Araguaína em 1952 e institucionalizaram o catolicismo tanto na cidade como na região. Construíram as primeiras igrejas e fundaram as primeiras paróquias. Sob a liderança desses missionários, dentre eles o italiano Quinto Tonini, ergueu-se no mesmo ano, 1952, o primeiro templo católico da cidade, dedicado ao Sagrado Coração de Jesus, seu padroeiro. Em 1957 essa primeira igreja católica foi transformada em paróquia, tendo seu primeiro pároco o italiano Pacífico Mecozzi.
Do ponto de vista da religiosidade popular em Araguaína, destaca-se a presença na cultura religiosa a figura de Pedro Milagroso, considerado o primeiro mendigo que viveu pelas ruas da cidade no início dos anos 1960. Ele foi assassinado e após sua morte que teria ocorrido de forma trágica, teve seus restos mortais sepultados no cemitério da cidade e, a partir daí, recebido visitas de fieis que acreditaram no seu poder milagroso. A religiosidade popular em torno da figura de Pedro Milagroso em Araguaína já foi objeto de investigação acadêmica, o que resultou na publicação de um livro sobre sua história.

### Abertura da Belém-Brasília
Ainda segundo o historiador Raylinn Barros da Silva, o desenvolvimento econômico e social de Araguaína começou de verdade a partir da década de 1960 com a construção da rodovia BR-153 (Belém-Brasília), que lhe permitiu um crescimento exorbitante em comparação às cidades próximas, maiores e até mesmo mais antigas. No período de 1960 a 1975, a cidade atingiu um ritmo de desenvolvimento sem precedentes na história do estado de Goiás. Em 1965, foi criada a Companhia Industrial e Mercantil da Bacia Amazônica. Em 1967, instalou-se o primeiro frigorífico da cidade, de propriedade do Grupo Boa Sorte, ainda hoje um dos maiores da região. A repercussão do rápido processo de desenvolvimento ultrapassou fronteiras do estado e do país, despertando interesse no exterior. Sobre o fenômeno, foi publicado um estudo na revista Fieldstaff Reports.
O período em questão também foi marcado pelo crescimento de problemas vinculados à ineficiente reforma agrária do período da ditadura militar, que acabou por causar um imenso êxodo rural, incentivado justamente pela abertura das grandes estradas. A cidade passou por um período de favelização e de muita violência no campo. O marco desse período foi o assassinato do religioso e sindicalista Raimundo Ferreira Lima, mais conhecido como Gringo. Os problemas de reforma agrária são constantes na região de Araguaína e no chamado bico do papagaio, em virtude dos grandes latifúndios, da extrema concentração de renda desigualdade econômica.

### 1980-2000: criação e consolidação do Tocantins
Araguaína era a quarta maior cidade do estado de Goiás, de 1980 a 1986, estando logo atrás de Luziânia, Anápolis e Goiânia, e a maior da região separatista do Tocantins. Com a promulgação da Constituição de 1988 e a consequente emancipação do norte de Goiás, tornou-se a maior cidade do novo estado e a sua pretensa capital, mas não foi escolhida por fatores geográficos, sociais e políticos, principalmente por influência de José Sarney, então presidente da República, que, segundo o governo do estado na época, não queria prejudicar o desenvolvimento da cidade de Imperatriz, no Maranhão, a 250 km.
A inesperada escolha de Miracema como capital provisória por Siqueira Campos, então primeiro governador eleito do estado e um dos principais líderes do movimento pela emancipação, provocou uma revolta popular que interditou a rodovia federal Belém-Brasília por mais de um dia, deixando diversos carros e ônibus vandalizados. Miracema sequer manifestava a pretensão de se tornar capital, restando a disputa sobretudo entre Araguaína e Porto Nacional. O tumulto, protagonizado principalmente pela classe de caminhoneiros, somente encerrou após negociações envolvendo lideranças locais, incluindo o então prefeito Robson dos Santos, opositor de Campos e contrário à escolha de Miracema. À época, Santos denunciou que a decisão havia se dado por interesses imobiliários de empresas goianas financiadoras da campanha de Campos ao governo.

### Década de 2000 -presente
A partir da década de 2000 Araguaína ganhou o epíteto de "Capital do Boi Gordo", com a consolidação de grandes propriedades rurais, destacando-se a criação de gado para cria, recria, engorda e abate, a produção leiteira e de produtos agrícolas. Em virtude disso, passou a receber grandes empreendimentos imobiliários e investimentos na infraestrutura, sobretudo devido à inauguração de trecho da Ferrovia Norte-Sul em 2007 e às novas expansões da fronteira agrícola do MATOPIBA.

## Geografia
De acordo com a divisão regional vigente desde 2017, instituída pelo IBGE, o município pertence às Regiões Geográficas Intermediária e Imediata de Araguaína. Até então, com a vigência das divisões em microrregiões e mesorregiões, fazia parte da microrregião de Araguaína, que por sua vez estava incluída na mesorregião Ocidental do Tocantins.

### Clima
| Recordes de precipitação em 24 horas registrados em Araguaína por meses (INMET, 21/08/1984-presente) | Recordes de precipitação em 24 horas registrados em Araguaína por meses (INMET, 21/08/1984-presente) | Recordes de precipitação em 24 horas registrados em Araguaína por meses (INMET, 21/08/1984-presente) | Recordes de precipitação em 24 horas registrados em Araguaína por meses (INMET, 21/08/1984-presente) | Recordes de precipitação em 24 horas registrados em Araguaína por meses (INMET, 21/08/1984-presente) | Recordes de precipitação em 24 horas registrados em Araguaína por meses (INMET, 21/08/1984-presente) |
| Mês                                                                                                  | Acumulado                                                                                            | Data                                                                                                 | Mês                                                                                                  | Acumulado                                                                                            | Data                                                                                                 |
| --- | --- | --- | --- | --- | --- |
| Janeiro                                                                                              | 136,1 mm                                                                                             | 01/01/1996                                                                                           | Julho                                                                                                | 33,2 mm                                                                                              | 03/07/2021                                                                                           |
| Fevereiro                                                                                            | 183,8 mm                                                                                             | 05/02/2021                                                                                           | Agosto                                                                                               | 45 mm                                                                                                | 27/08/2004                                                                                           |
| Março                                                                                                | 104,5 mm                                                                                             | 27/03/1992                                                                                           | Setembro                                                                                             | 80,6 mm                                                                                              | 30/09/2002                                                                                           |
| Abril                                                                                                | 137,8 mm                                                                                             | 25/04/1997                                                                                           | Outubro                                                                                              | 89,8 mm                                                                                              | 31/10/2017                                                                                           |
| Maio                                                                                                 | 99,1 mm                                                                                              | 01/05/1999                                                                                           | Novembro                                                                                             | 128,5 mm                                                                                             | 10/11/2011                                                                                           |
| Junho                                                                                                | 68,2 mm                                                                                              | 04/06/2017                                                                                           | Dezembro                                                                                             | 119,2 mm                                                                                             | 10/12/1988                                                                                           |

O clima do município de Araguaína é tropical semiúmido, do tipo "Aw" na classificação climática de Köppen-Geiger, com uma estação definida de chuvas, entre os meses de outubro a maio, e uma estação seca, entre os meses de junho a setembro, com precipitação anual acima de 1 700 mm. As temperaturas são elevadas durante todo o ano, com mínima de 20 °C e máxima de 32 °C, chegando aos 35 °C em setembro.
Segundo dados da estação meteorológica do Instituto Nacional de Meteorologia (INMET) em Araguaína, instalada na Escola de Medicina Veterinária e Zootecnia (EMVZ) da Universidade Federal do Tocantins (UFT) desde agosto de 1984, a menor temperatura registrada desde a abertura da estação ocorreu nos dias 11 de agosto de 1986 e 20 de agosto de 1988, ambos com 11,3 °C de mínima. A maior, por sua vez, atingiu 39,7 °C em 11 de setembro de 2022.
O maior acumulado de precipitação em 24 horas chegou a 183,8 mm em 5 de fevereiro de 2021, superando os 137,8 mm registrados em 25 de abril de 1997. O recorde mensal é 623,3 mm em janeiro de 1985, seguido por 598,7 mm em março de 2020. Acumulados mensais iguais ou superiores a 500 mm também ocorreram em março de 1987 (572,6 mm), novembro de 2022 (531,2 mm), março de 1997 (527,7 mm), dezembro de 2021 (524,4 mm) e fevereiro de 2004 (512,1 mm).
| Dados climatológicos para Araguaína (EMVZ/UFT)                                                 | Dados climatológicos para Araguaína (EMVZ/UFT) | Dados climatológicos para Araguaína (EMVZ/UFT) | Dados climatológicos para Araguaína (EMVZ/UFT) | Dados climatológicos para Araguaína (EMVZ/UFT) | Dados climatológicos para Araguaína (EMVZ/UFT) | Dados climatológicos para Araguaína (EMVZ/UFT) | Dados climatológicos para Araguaína (EMVZ/UFT) | Dados climatológicos para Araguaína (EMVZ/UFT) | Dados climatológicos para Araguaína (EMVZ/UFT) | Dados climatológicos para Araguaína (EMVZ/UFT) | Dados climatológicos para Araguaína (EMVZ/UFT) | Dados climatológicos para Araguaína (EMVZ/UFT) | Dados climatológicos para Araguaína (EMVZ/UFT) |
| Mês                                                                                            | Jan                                            | Fev                                            | Mar                                            | Abr                                            | Mai                                            | Jun                                            | Jul                                            | Ago                                            | Set                                            | Out                                            | Nov                                            | Dez                                            | Ano                                            |
| ---------------------------------------------------------------------------------------------- | ---------------------------------------------- | ---------------------------------------------- | ---------------------------------------------- | ---------------------------------------------- | ---------------------------------------------- | ---------------------------------------------- | ---------------------------------------------- | ---------------------------------------------- | ---------------------------------------------- | ---------------------------------------------- | ---------------------------------------------- | ---------------------------------------------- | ---------------------------------------------- |
| Temperatura máxima recorde (°C)                                                                | 35,3                                           | 37                                             | 35,4                                           | 36,6                                           | 36,2                                           | 35,5                                           | 37,2                                           | 39                                             | 39,7                                           | 38,6                                           | 37,5                                           | 37,8                                           | 39,7                                           |
| Temperatura máxima média (°C)                                                                  | 30,8                                           | 31                                             | 31                                             | 31,5                                           | 32,2                                           | 33                                             | 33,8                                           | 35,1                                           | 34,8                                           | 32,9                                           | 31,6                                           | 31,1                                           | 32,4                                           |
| Temperatura média compensada (°C)                                                              | 25,2                                           | 25,2                                           | 25,3                                           | 25,5                                           | 25,5                                           | 24,7                                           | 24,4                                           | 25,4                                           | 26,4                                           | 26,1                                           | 25,7                                           | 25,4                                           | 25,4                                           |
| Temperatura mínima média (°C)                                                                  | 21,6                                           | 21,7                                           | 22                                             | 21,8                                           | 21                                             | 18,5                                           | 17,1                                           | 17,5                                           | 19,7                                           | 21                                             | 21,6                                           | 21,7                                           | 20,4                                           |
| Temperatura mínima recorde (°C)                                                                | 16,8                                           | 18                                             | 18,1                                           | 15                                             | 15,6                                           | 13,3                                           | 11,4                                           | 11,3                                           | 14                                             | 15,1                                           | 17,4                                           | 17,4                                           | 11,3                                           |
| Precipitação (mm)                                                                              | 259,1                                          | 272,7                                          | 293,6                                          | 211,2                                          | 94,6                                           | 21,6                                           | 8,4                                            | 11,1                                           | 51,6                                           | 120,3                                          | 206                                            | 211,7                                          | 1 761,9                                        |
| Dias com precipitação (≥ 1 mm)                                                                 | 17                                             | 18                                             | 19                                             | 15                                             | 8                                              | 2                                              | 1                                              | 1                                              | 4                                              | 9                                              | 13                                             | 15                                             | 122                                            |
| Umidade relativa compensada (%)                                                                | 85,6                                           | 85,9                                           | 86,8                                           | 85,5                                           | 80,8                                           | 71,9                                           | 63,8                                           | 57,8                                           | 63,8                                           | 76,1                                           | 82,7                                           | 84,6                                           | 77,1                                           |
| Insolação (h)                                                                                  | 124,6                                          | 111,8                                          | 114,6                                          | 143,9                                          | 202,7                                          | 250,8                                          | 281                                            | 284,3                                          | 214,1                                          | 154,1                                          | 123,3                                          | 119,3                                          | 2 124,5                                        |
| Fonte: INMET (normal climatológica de 1991-2020; recordes de temperatura: 21/08/1984-presente) |                                                |                                                |                                                |                                                |                                                |                                                |                                                |                                                |                                                |                                                |                                                |                                                |                                                |

## Economia
Araguaína é um centro econômico forte e estratégico, indutor de desenvolvimento regional, inserido em uma das regiões que mais crescem atualmente no Brasil. Destaca-se por seu centro comercial varejista e atacadista, atendendo um mercado de 2 milhões de consumidores em um raio de 250 km. O comércio é alimentado pela força do agronegócio, cada vez mais profissionalizado e produtivo. A agricultura de precisão na produção de grãos e a pecuária de ponta movimentam as demais cadeias produtivas. O município conta com 6 frigoríficos exportadores, além de 2 unidades produtoras e de abate de frango. Na silvicultura, os mais de 100 mil hectares de floresta plantados, incluindo eucaliptos, seringueiras e madeiras nobres, geram oportunidade de negócios nos setores de movelaria, produção de celulose e de carvão.
Nos últimos anos, Araguaína recebeu grandes empreendimentos imobiliários de alto padrão e passou a se verticalizar. Foram construídos novos conjuntos habitacionais, com infraestrutura completa, atingindo a meta de 6 mil moradias erguidas em 4 anos. A mais recente revisão do Plano Diretor Municipal permitiu o crescimento ordenado da cidade, sem ocupações irregulares, além de uma gestão de águas moderna e com proteção às nascentes fluviais em sua área.
O município é cortado por 3 grandes linhas de transmissão energética nacionais e se localiza a 80 km de uma hidroelétrica. Recentemente, iniciou um programa de incentivos fiscais para a produção de energia solar, visando aproveitar a alta incidência solar da cidade.

### Saúde e educação
Histórica referência regional na saúde, Araguaína apresenta, pela rede pública, o HDT-UFT, hospital universitário especializado em doenças tropicais. Pelas redes estadual e municipal, conta com modernos centros de reabilitação para atender os estados vizinhos. O município é referência estadual em educação e também para o sul dos estados do Pará e do Maranhão. Por tal razão, estudantes de outros estados se deslocam para a cidade, que se ajustou nos últimos anos à faceta de cidade universitária. Além do ensino básico e fundamental, o município conta com 5 universidades, sendo 3 públicas (Universidade Federal do Tocantins, Instituto Federal do Tocantins e a recém-criada Universidade Federal do Norte do Tocantins, da qual o município será sede). O município apresenta também as maiores escolas técnicas e profissionalizantes do estado do Tocantins.
Destacam-se os cursos de Medicina, Direito, Administração e outros voltados principalmente à economia local, como Medicina Veterinária, Zootecnia, Logística, Cooperativismo, Turismo e Engenharia de Produção. A UFT oferece ainda os cursos  de Matemática, Física, Biologia, Química, Letras, Geografia e História. O Instituto Tocantinense Presidente Antônio Carlos (ITPAC), maior universidade particular da região, oferece os cursos de Administração, Agronomia, Ciências Contábeis, Direito, Educação Física, Enfermagem, Estética e Cosmética, Engenharia Civil, Engenharia de Produção, Engenharia Elétrica, Farmácia, Medicina, Odontologia, Pedagogia, Psicologia, Radiologia, Sistemas de Informação.

### Transportes
A localização geográfica de Araguaína possibilitou uma forte integração inter-regional para a circulação de pessoas e mercadorias, através de transportes aéreo e terrestre, contando com estradas federais, estaduais e municipais. Destaca-se, por sua importância histórica e econômica à cidade, a BR-153 (Belém-Brasília), quarta maior rodovia brasileira. Desde outubro de 2007, durante o governo de Luiz Inácio Lula da Silva, o município também passou a ser servido pela Ferrovia Norte-Sul.
O município dispõe do Aeroporto de Araguaína (IATA: AUX, ICAO: SWGN) com capacidade para pouso e decolagem de aeronaves de pequeno e médio porte, sendo, em 2017, reformado e redimensionado para atender um maior número de voos. O primeiro aeroporto foi construído onde hoje é a Vila Aliança; o segundo, próximo ao Terminal Rodoviário; e o atual, no Setor Aeroporto, próximo ao Bairro de Fátima. Desde 2017, o aeroporto é servido por voos da Passaredo, que opera em parceria com a LATAM.
O transporte coletivo da cidade era inicialmente operado pela empresa Rápido Amazonas, que tinha apenas um ônibus. Posteriormente, a concessão passou para Rubens Gonçalves Aguiar, ex-mecânico da Rápido Amazonas e proprietário da nova Viação Lontra, então encarregada pelo serviço. Em 2015, o contrato com a Viação Lontra se encerrou, passando a concessão para a Cooperlota, que faliu meses depois por motivos financeiros e judiciais. Em junho de 2016, a prefeitura contratou uma nova empresa, Passaredo, que desde então dá continuidade aos serviços de transporte coletivo municipal.

### Comunicação
O primeiro posto de correio oficioso, criado em 1969, funcionava na prefeitura e operava o sistema de postagem simples (cartas simples), tendo como primeira administradora Izabel Milhomem. O transporte de malas era feito por Francisco Luz, em um Jeep, por Carolina, no estado do Maranhão, de onde seguia por via aérea para os respectivos destinos. Em 1972, o posto passou ser denominado "Agência Postal Rádio Telegráfica", cuja instalação oficial ocorreu em 5 de abril do mesmo ano em um espaço cedido pela prefeitura na Praça das Nações, sob jurisdição da Diretoria Regional do Pará. Em 8 de maio de 1973, sob a gerência de Lúcia Godói, a agência foi transferida para uma sede própria, construída em terreno doado pela prefeitura. Com a nova instalação, os serviços postais passaram a ser diretos, não mais via Maranhão. Atualmente, além da própria sede, há duas outras agências, uma localizada na Estação Rodoviária de Araguaína e outra na Cônego João Lima, importante avenida no centro da cidade.

### Turismo
Dentre os pontos turísticos da região urbana de Araguaína, destacam-se o Parque Cimba, o Lago Azul  o Cristo Redentor e a Via Lago. Também são oferecidos diversos serviços de lazer, como paintball, cinemas, boates e grandes festas universitárias. Contudo, o forte do município é a exploração do ecoturismo, um dos segmentos que mais crescem no país segundo a Organização Mundial do Turismo. A cidade é privilegiada por suas belezas naturais, com fauna, flora e, principalmente, água abundante que forma belas paisagens. O seu potencial hídrico, formado principalmente por rios, cachoeiras, córregos e ribeirões nos arredores da cidade, proporciona diversos pontos de lazer em clubes e chácaras que oferecem diversão à população local e turistas. A 26 km do município se localiza a Cachoeira Véu de Noiva, onde se oferece áreas de camping, churrasco, campos de futebol, piscinas, sala de jogos, restaurante e quartos para aluguel, chegando a receber, em média, 250 pessoas nos finais de semana mais movimentados, como feriados.
Araguaína sedia uma das maiores e mais tradicionais cavalgadas do país, reunindo cerca de cinco mil cavaleiros e amazonas de várias partes do estado, com seus objetos e trajes tradicionais, como o berrante e a cabaça. Além destes, participam dezenas de comitivas de todo o Tocantins e mais de 100 mil espectadores (2014). As cavalgadas são eventos anuais que abrem a programação da Exposição Agropecuária de Araguaína (Expoara), realizada nos meses de junho.
Durante o mês de julho, quando baixa o nível das águas do Rio Araguaia, inicia-se a temporada de praias do estado, o que incrementa consideravelmente a estrutura e os recursos oferecidos pelas secretarias regionais de turismo. As praias que surgem, muitas vezes ilhadas, são locais propícios para camping, festas, churrasco e lazer em família. As mais próximas são as do Garimpinho, do Genésio, dos Porcos e do Urubu, a cerca de 35 km da cidade e cujo acesso se dá pela rodovia estadual TO-226, mas se destacam também as praias de Araguanã e do Escapole, distantes cerca de 100 km da cidade, no município de Araguanã.

## Cultura e lazer

### Cinema
O primeiro cinema de Araguaína se instalou em dezembro de 1960, sob o nome de Cine Luz, localizado na Avenida Castelo Branco, sendo o seu proprietário Carlos Oliveira da Luz. Posteriormente, instalou-se também o Cine Natal, de propriedade da Igreja Católica, localizado na Praça São Luiz Orione. O primeiro foi desativado em meados de março de 1979, quando o seu proprietário se mudou para o Pará. O segundo, por sua vez, passou a ser alugado para particulares, restringindo a programação a pornografia e artes marciais. O fechamento se deu em 1985 por razões judiciais, após o locatário trazer uma trupe de atores para fazer sexo ao vivo, escândalo punido com a rescisão do contrato.
Durante os anos 2000, coexistiram como cinemas o Espaço Cultural, na Avenida Tocantins, e o Top Cine, na Cônego João Lima (centro). Mais recentemente, passou a operar também o Mobi Cine, na Marginal Neblina.

### Acalanto (Academia de Letras de Araguaína)
Em 21 de abril de 2002, foi criada em Araguaína a Acalanto (Academia de Letras de Araguaína e Norte Tocantinense), por iniciativa do professor e escritor José Francisco da Silva Concesso (1936-2020). Os escritores  e as escritoras desta Academia, geralmente, estão envolvidos em atividades culturais,  tais como feiras e lançamentos de livros e saraus na cidade de Araguaína, divulgando a cultura e a literatura produzida na região para o mundo inteiro, por meio das suas redes sociais.

### Esporte
Araguaína dispõe do Estádio Leôncio de Souza Miranda  também conhecido como "Mirandão", administrado pelo governo estadual, com capacidade de até 15.000 torcedores e local de mando dos jogos do Araguaína Futebol e Regatas, fundado em 1997, e do Sociedade Desportiva Sparta, fundado em 2006. O primeiro, apelidado de "Tourão do Norte" por seus torcedores, chegou a ser a equipe de futebol de maior torcida do estado, tendo disputado o Campeonato Brasileiro da Série C (2011) e sido o primeiro time de futebol masculino do Tocantins, desde a criação do estado, a subir de série em uma competição nacional. O Sparta, por sua vez, conquistou em 2016 o seu primeiro título do Campeonato Tocantinense. E atualmente o unico clube na cidade disputando campeonatos profissionais é o União Atletico Clube que ja foi campeão TOCANTINENSE em 1994 e campeão da segunda divisão atualmente em 2021.

## Política

### Cidades-irmãs
A ideia de geminação de cidades, ou de cidades-irmãs, é uma iniciativa do Núcleo das Relações Internacionais, que busca a integração entre municípios nacionais e estrangeiros, firmada por convênios de cooperação com o objetivo de assegurar a manutenção da paz entre os povos, baseada em fraternidade, felicidade, amizade e respeito recíproco entre as diferentes nações. Araguaína tem duas cidades-irmãs oficiais, sendo elas:
- Marabá, Pará;
- Palmas, Tocantins;